# Кейт Міллер-Гайдке
Кейт Міллер-Гайдке (англ. Kate Miller-Heidke нар. 16 листопада 1981, Брисбен, Австралія) — австралійська співачка, авторка пісень і акторка. Маючи класичну освіту, побудувала кар'єру в альтернативній поп-музиці. Мала контракти з Sony Australia, Epic в США і RCA у Великій Британії, але зараз є самостійною співачкою. Представляла Австралію на пісенному конкурсі Євробачення 2019 в Тель-Авіві, Ізраїль.

## Кар’єра
Закінчила англіканську школу дівчат ім. св. Айдена в 1998 році, раніше відвідувала коледж Бриджідін, Індрепілі, після чого здобула ступінь магістра музики уКвінслендському технологічному університеті. Під час навчання у вищій школі з 2000 року грала у кількох альтернативних поп-групах Брисбена. Була солісткою та авторкою пісень в акустичній поп-фолк-групі Elsewhere.
Сольну кар’єру співачка почала у 2003 році.
Гайдке тричі виступала на щорічному заході «Жінки в голосі»: у 2002, 2004 та 2005 роках, на останньому з яких отримала нагороду Гелпмана за найкращий спектакль в Австралійському сучасному концерті. Стала відомою в Брисбені саме після цих виступів.
У червні 2004 року Міллер-Гайдке самостійно записала та розповсюдила свій перший EP «Telegram», який складався зі семи композицій, п'ять з яких були написані у співавторстві, а дві ― Кейром Натталлом. Наприкінці 2005 року Гайдке готувалася співати роль Мейбл у «Піратах пензенсу» Гілберта і Саллівана у Австралійській опері. Натомість вона перейшла від класичної до поп-музики, коли трек від Telegram «Space They Can't Touch» став хітом Австралійської національної молодіжної радіомережі "Triple J", яку ведучий станції Річард Кінгсмілл назвав «вибором тижня» у вересні. Підтримка радіо призвела до посилення національної уваги до музики Гайдке: вона не тільки здобула тисячі шанувальників, а й підписала контракт із EMI Music Australia.

### Гурт
На сцені і в студії Кейт Міллер-Гайдке провела більшість своїх ранніх років за підтримки Brisbane band Transport, що складався з Keir Nuttall (гітара, бек-вокал), Scott Saunders (бас) і Steve Pope (ударні).
Група складалася також із мультиінструменталістки і співачки Емми Дін, яка залишила гурт в 2006 році, щоб продовжити сольну кар'єру. Дін замінила Саллі Кемпбелл, яка на початку 2008 року також залишила гурт, а Ніколь Брофі приєдналася до гітари та вокалу.
2011 року гурт складався з Nuttall, Brophy, Nathan Moore (бас, бек-вокал) і Pope. Брофі і Мур залишили групу наступного року і були замінені Мадлен Пейдж і Джеймсом О'Браєном відповідно.
Турне гурту по США у 2010 році включали лише Міллер-Гайдке та Наттол.

Турне по США та Канаді 2012 року для північноамериканського випуску третього студійного альбому Nightflight відбувалося лише з Даном Парсонсом та Мадлен Пейдж.

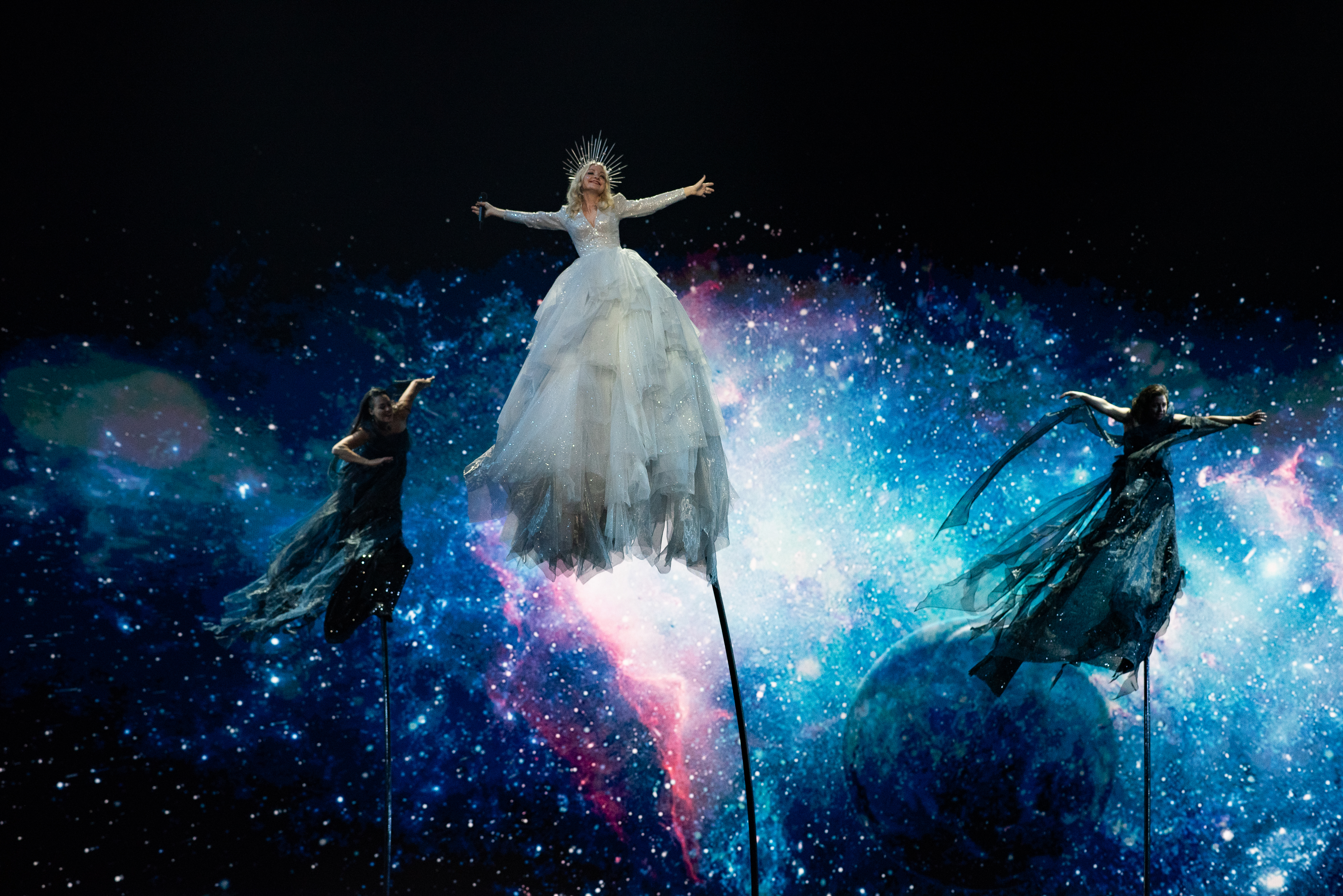
Під час виступу у першому півфіналі пісенному конкурсі «Євробачення»

### Євробачення-2019
На початку 2019 року Міллер-Гайдке стала однією із десяти кандидатів у представники Австралі на Євробаченні-2019 із піснею «Zero Gravity» на національному відборі Eurovision — Australia Decides. Трек був написаний у співавторстві Міллер-Гайдке, Натталлом і Джуліаном Гамільтоном. Міллер-Гайдке стала переможницею на відборі та отримала право предтсавляти Австралію на Євробаченні 2019 року в Тель-Авіві, Ізраїль.
«Zero Gravity» стала переможною піснею у першому півфіналі конкурсу, що відбувся 16 травня 2019 року, завдяки 140 балам від телеглядачів та 121 балу від професійного журі (всього 261). У фіналі Євробачення 18 травня 2019 року Австралія посіла 9-те місце зі 284 балами (131 від глядачів, 153 від журі).
Окрім цього, Гайдке отримала премію Марселя Безенсона в номінації «Мистецький приз», що присуджується найкращому виконавцю за голосуванням коментаторів конкурсу.

## Особисте життя
Одружена з Кейром Наттоллом, музикантом та композитором. У 2016 році народила сина Ерні Едварда Міллера Наттолла.